# Anne Lauvergeon
Anne Lauvergeon (Digione, 2 agosto 1959) è una dirigente d'azienda francese, amministratore delegato di Areva.
Dopo aver frequentato nel 1978 l'École Normale Supérieure, ottiene l'abilitazione in fisica e prende parte a diversi corsi professionali dapprima nel settore siderurgico e in seguito con il Commissariat à l'énergie atomique et aux énergies alternatives.
Nel 1990 il Presidente Mitterrand le assegnò il comando della missione per l'economia internazionale e il commercio estero. L'anno seguente fu nominata assistente del segretario generale e successivamente divenne sherpa, ovvero rappresentante personale del Presidente, con l'incarico di allestire summit internazionali come il G7.
Nel 1995 entrò nel settore bancario, divenendo socia della Lazard; due anni dopo fu nominata direttore generale di Alcatel. Nel 1999 divenne amministratore delegato di Cogema, che l'anno dopo si fuse con Framatome e altre aziende per creare la multinazionale Areva. La Lauvergeon prese il comando della nuova società, divenendo una delle donne più potenti al mondo. Nel 2006 quando la rivista Fortune stilò la Fortune Global 500, la Lauvergeon risultò la seconda donna più potente d'Europa, dopo Patricia Russo.
Dal 2004 risulta sempre inclusa nella classifica delle 100 donne più potenti secondo Forbes: nel 2004 era al cinquantatreesimo posto, nel 2005 all'undicesimo, nel 2006 all'ottavo, nel 2007 al quattordicesimo, nel 2008 e nel 2009 al nono e nel 2010 al ventiquattresimo.
Attualmente Anne Lauvergeon è membro del consiglio di amministrazione di numerose aziende, fra cui SUEZ, SAFRAN, Total e Vodafone.